# Südostviertel
Der Stadtteil Südostviertel der Stadt Essen bildet zusammen mit dem Westviertel, dem Nordviertel, dem Ostviertel, dem Südviertel und dem Stadtkern die Stadtmitte.

## Charakter
Das Südostviertel besteht zum größten Teil aus dichter Wohnbebauung. Die Hauptstraßen sind die durch das Viertel nach Steele führende Steeler Straße, die Kurfürstenstraße, sowie die südlich davon gelegene Ruhrallee. Markenzeichen des Viertels ist der Wasserturm an der Steeler Straße, angrenzend an den Diether-Krebs-Platz (früher Ostpark). Gelegentlich wurde sogar eine Umbenennung des Stadtteils in Essen-Wasserturm vorgeschlagen. In der Nähe befindet sich die Kirche St. Michael am Wasserturm, deren Vorgängerbau im Krieg an der Stelle stand, wo sich heute an der Wächtlerstraße die A40 befindet. An der Ecke Wächtlerstraße / Kleine Steubenstraße befindet sich die heutige Hauptschule an der Wächtlerstraße, einst eine Volksschule. Im Stadtteil gibt es zudem die Grundschule am Wasserturm und daran angrenzend mit der UNESCO-Schule Essen ein Aufbaugymnasium. An der Steeler Straße gibt es das 1955 eröffnete und unter Denkmalschutz stehende Programmkino Eulenspiegel. Im Süden des Stadtteiles befindet sich die Neue Synagoge aus dem Jahr 1959.
Den südlichen Teil des Stadtteiles Südostviertel bildet das stadtplanerisch und architektonisch interessante Moltkeviertel, das in Teilen auch auf Huttroper Gebiet liegt.  Am Moltkeplatz baute Otto Bartning als seine erste Kirche in Deutschland die Alt-Lutherische Kirche (eingeweiht 1910) und plante später mit der 1929 erbauten Auferstehungskirche an der Ecke Manteuffel-/Steubenstraße eines der wichtigsten Leitbilder des modernen Kirchenbaus in Mitteleuropa. Im Moltkeviertel wurde 1912 der Bau des Viktoria-Gymnasiums am Kurfürstenplatz begonnen. Es wurde nach Viktoria Luise von Preußen benannt und als Mädchengymnasium am 23. April 1914 eingeweiht.
Am südöstlichen Rand des Stadtteils befindet sich der Ostfriedhof, auf dem zahlreiche Persönlichkeiten der Essener Geschichte bestattet bzw. vom ehemaligen Friedhof am Kettwiger Tor umgebettet wurden, der im Jahr 1955 für die Autobahn A40 aufgegeben wurde.
In der Schinkelstraße 34 befindet sich das Haus des ehemaligen Bundespräsidenten Gustav Heinemann, das dieser vom 1. Januar 1936 bis zu seinem Tod bewohnte.

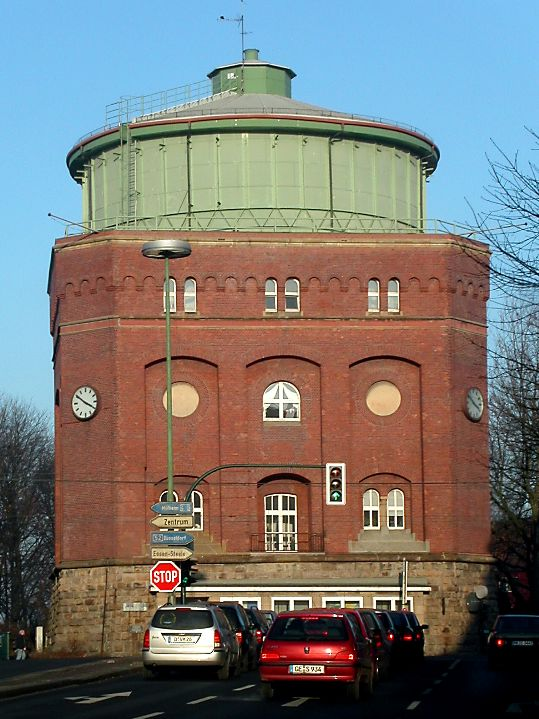
Wasserturm am Steeler Berg
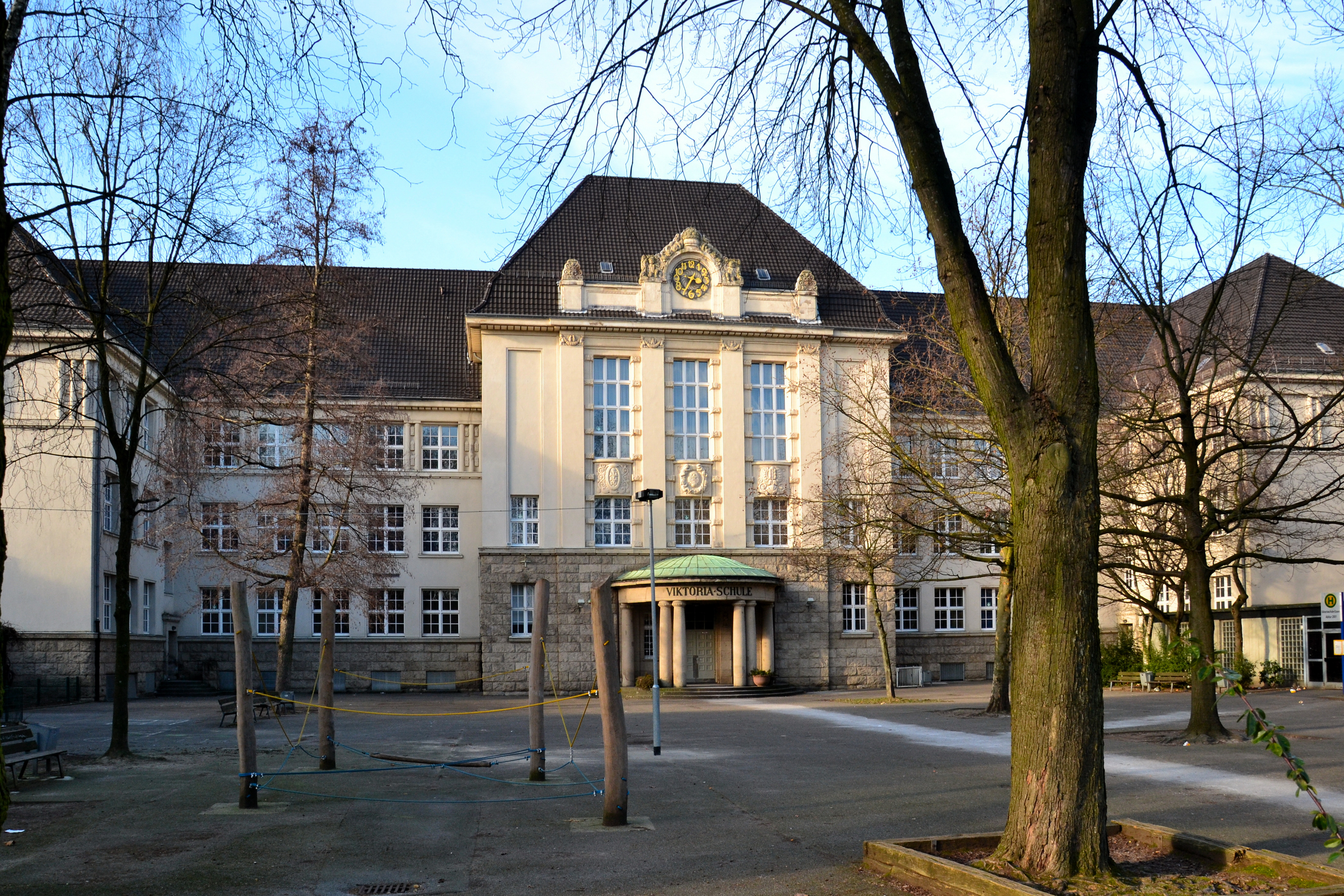
Viktoria-Gymnasium am Kurfürstenplatz
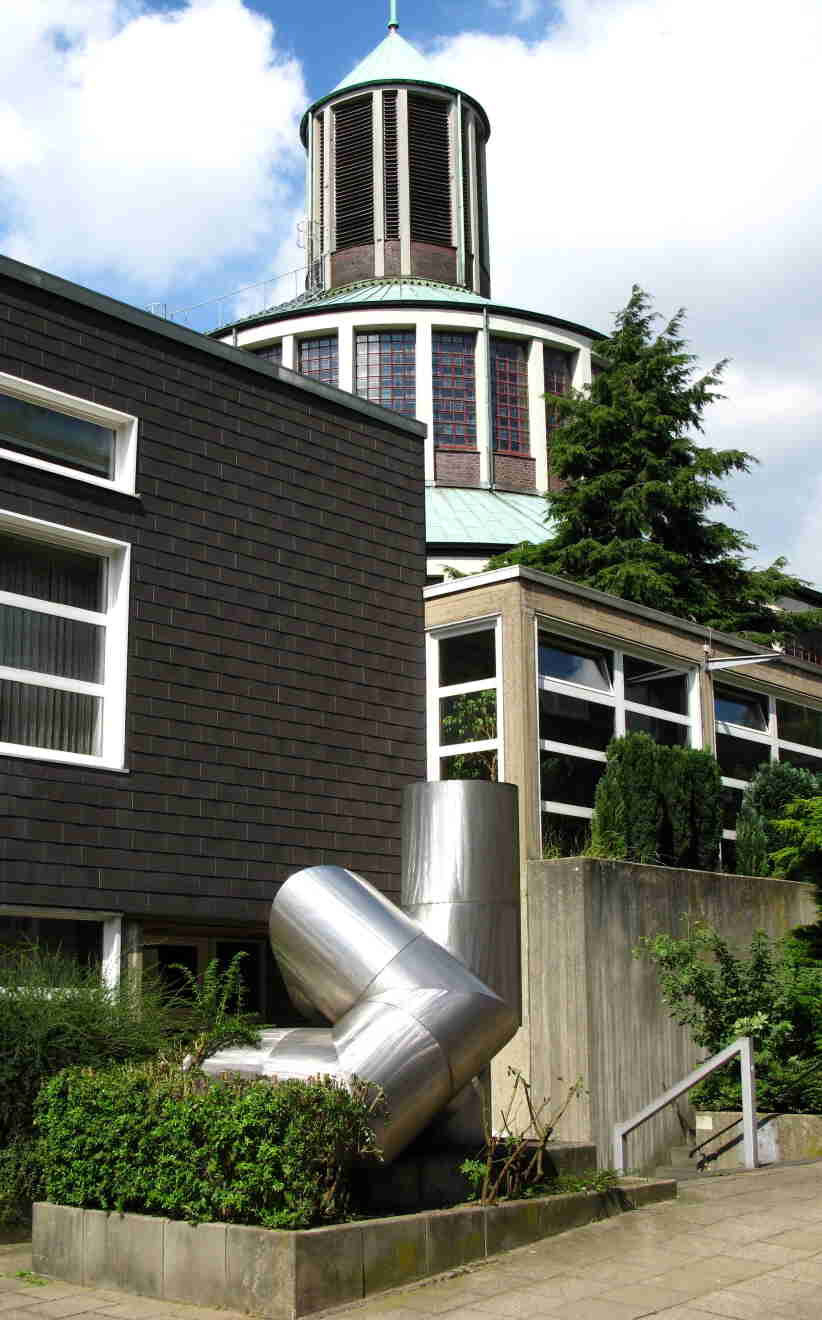
Auferstehungskirche mit Skulptur von Friedrich Gräsel
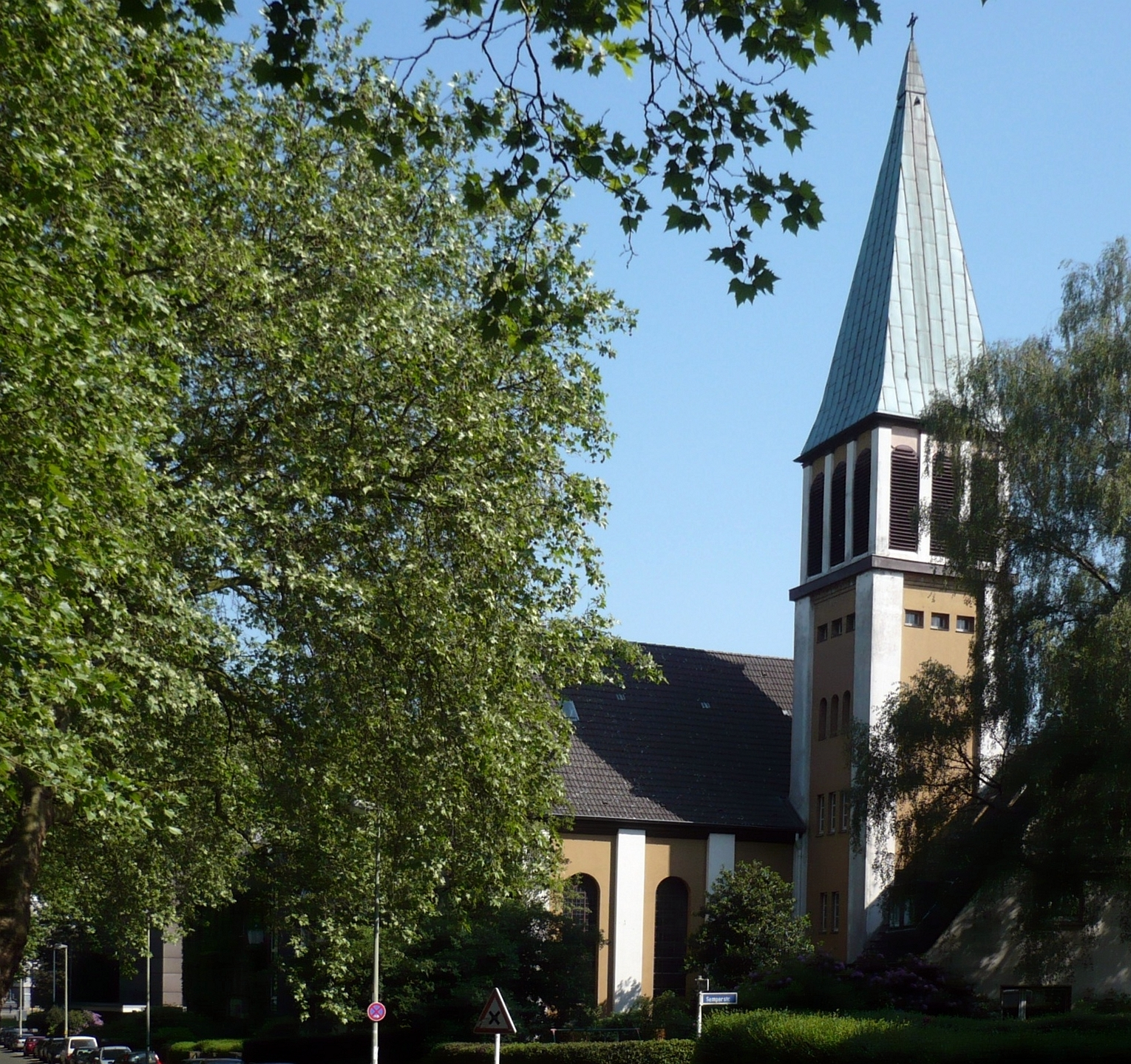
Alt-Lutherische Kirche SELK am Moltkeplatz
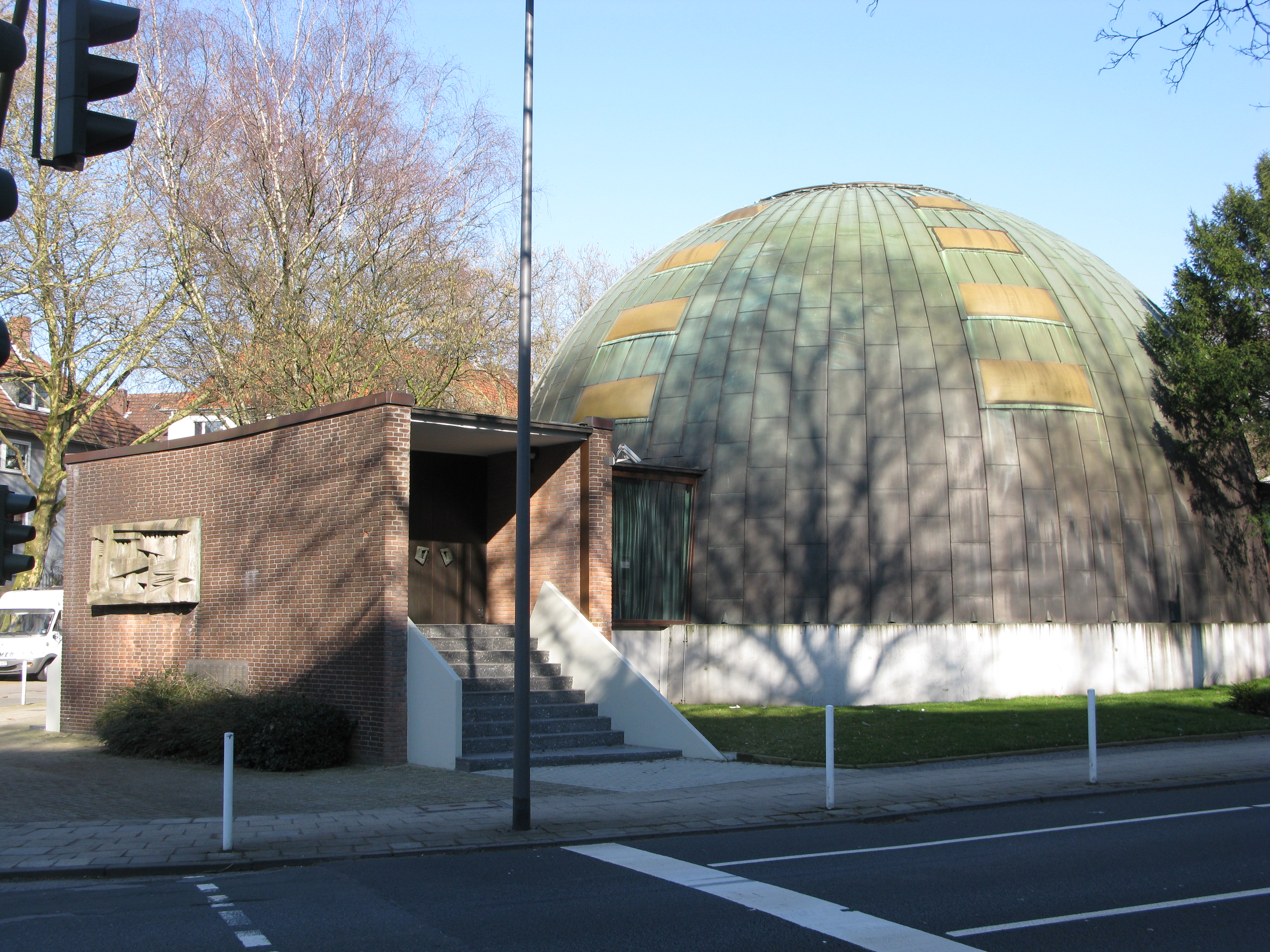
Neue Synagoge, Sedanstraße/Ruhrallee
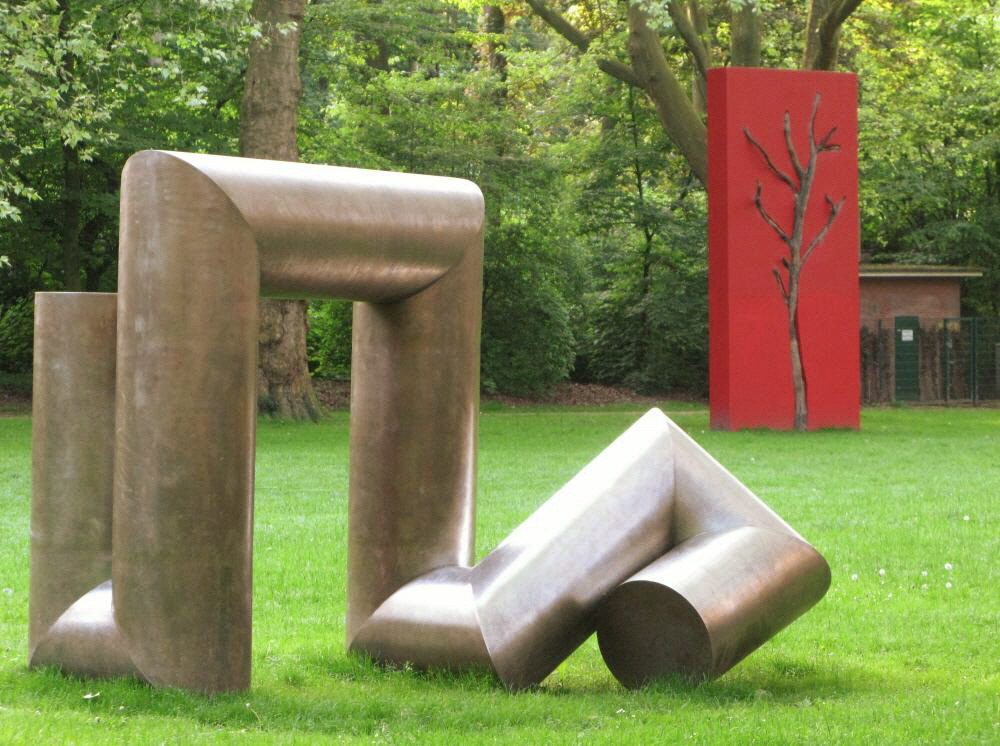
Skulpturen von Friedrich Gräsel und Gloria Friedmann auf dem Moltkeplatz

### Bevölkerung
Am 31. März 2025 lebten 13.215 Einwohner im Südostviertel.
Strukturdaten der Bevölkerung im Südostviertel (Stand: 31. März 2025):
- Bevölkerungsanteil der unter 18-Jährigen: 18,5 % (Essener Durchschnitt: 16,9 %)[4]
- Bevölkerungsanteil der mindestens 65-Jährigen: 12,6 % (Essener Durchschnitt: 21,7 %)[5]
- Ausländeranteil: 41,9 % (Essener Durchschnitt: 20,6 %)[6]

### Identität des Stadtteils
Aufgrund der abstrakten Namensgebung des Südostviertels fühlen sich viele Einwohner, und auch einige im Stadtteil ansässigen Einzelhändler und Gastronomen, dem benachbarten Stadtteil Huttrop zugehörig. Hinzu kommt eine dichte Wohnbebauung, die keine Stadtteilgrenze nach Huttrop hin erkennen lässt. Sie verläuft auf der Wörth-, der Spichern- und der Herwarthstraße. Die Grenzen zum Ostviertel (nördlich) und Südviertel (westlich) verlaufen entlang der Eisenbahnstrecken und sind dadurch greifbarer.
Auch die Essener Medien verlegen in ihrer Berichterstattung über das Südostviertel den Stadtteil manchmal nach Huttrop. Die im Zentrum des Südostviertels gelegene Anschlussstelle an die Autobahn A40 heißt Essen-Huttrop. 2013 wurde die Ortstafel an der Autobahnabfahrt mit der korrekten Bezeichnung Essen Stadtteil Südostviertel aufgestellt.

## Verkehr
Das Südostviertel wird durch die A 40 von West nach Ost zerschnitten. Auch der Großteil der Anschlussstelle Essen-Huttrop liegt auf dem Gebiet des Südostviertels.
Der Stadtteil ist zentral durch die Straßenbahnlinien 103 und 109 und die Buslinie 146 sowie peripher die Linien 154/155 und 160/161 der Ruhrbahn an den Essener Nahverkehr angeschlossen. Nachts wird der Stadtteil durch die Linie NE5 sowie auch NE7 des Nachtexpress angebunden.

## Wappen

Wappen der Essener Stadtmitte

Blasonierung: „In Blau ein schräglinkes goldenens (gelbes) Schwert, begleitet oben und unten von je drei goldenen (gelben) Kugeln.“
Das Wappen wurde von Kurt Schweder entworfen und hatte nie offiziellen Charakter. Ende der 1980er Jahre schuf der Heraldiker für alle Essener Stadtteile Wappen. Sie sind inzwischen von der Essener Bevölkerung gut angenommen worden.
Das Schwert als Attribut der Stadtpatrone Cosmas und Damian stellt den Bezug zum Essener Stadtwappen her. Die goldenen Kugeln symbolisieren die sechs Stadtteile Stadtkern, Nordviertel, Ostviertel, Südostviertel, Südviertel und Westviertel.

## Söhne und Töchter des Stadtteils
- Gustav Heinemann (1899–1976), Politiker, Bundespräsident
- Uta Ranke-Heinemann (1927–2021), Theologin, Autorin und Politikerin
- Diether Krebs (1947–2000), Schauspieler und Komiker